# Мирјана Марић (глумица)
Мирјана Марић (Београд, 5. септембар 1941) југословенска и српска је филмска и позоришна глумица.

## Биографија
Глуму је дипломирала на Академији за позоришну уметност у Београду. Радила је у Малом позоришту "Душко Радовић".

##### Значајније улоге
- Паткица блаткица - Паткица блаткица, Олга Гернетова, 1961. у режији Марије Кулунџић[4]
- Принцеза - Куцкава бајка, Драгутин Добричанин, 1974.[5]
- Лилика - Лек против старења, Александар Поповић, 1979.[6]
- Мама Далтон - Талични том и Далтони, Стеван Копривица, 1994.[7] и др.[3]

## Филмографија
|                | 1960 | 1970 | 1980 | 1990 | Укупно |
| -------------- | ---- | ---- | ---- | ---- | ------ |
| ТВ филм        | 2    | 0    | 0    | 0    | 2      |
| ТВ серија      | 0    | 2    | 2    | 1    | 5      |
| ТВ мини серија | 0    | 0    | 0    | 1    | 1      |
| Кратки филм    | 0    | 1    | 0    | 0    | 1      |
| Укупно         | 2    | 3    | 2    | 2    | 9      |

| Год.     | Назив                                  | Улога \|- style="background: Lavender; text-align:center; " | 1960.-те | 1960.-те | 1960.-те | 1960.-те |
| 1968.    | Сунчано јутро ТВ филм                  | Петра                                                       |          |          |          |          |
| 1968.    | Силе ТВ филм                           | Станка Дреновац (као Мира Марић)                            |          |          |          |          |
| 1970.-те |                                        |                                                             |          |          |          |          |
| 1971.    | Дипломци ТВ серија                     | /                                                           |          |          |          |          |
| 1972.    | Страх Кратки филм                      | /                                                           |          |          |          |          |
| 1975.    | Ђавоље мердевине ТВ серија             | /                                                           |          |          |          |          |
| 1980.-те |                                        |                                                             |          |          |          |          |
| 1984.    | Бањица ТВ серија                       | /                                                           |          |          |          |          |
| 1987.    | Бољи живот ТВ серија                   | /                                                           |          |          |          |          |
| 1990.-те |                                        |                                                             |          |          |          |          |
| 1995.    | Крај династије Обреновић ТВ серија     | /                                                           |          |          |          |          |
| 1996.    | То се само свици играју ТВ мини серија | Супруга                                                     |          |          |          |          |